# ヴィクター・バビン
ヴィクター・バビン（Victor Babin, 1908年12月13日 - 1972年3月1日）は、ロシア出身のピアノ奏者、作曲家。
モスクワにヴィクトル・ゲンリホヴィチ・バビン(露: Виктор Генрихович Бабин)として生まれる。リガの音楽院を経てベルリン高等音楽院に留学してアルトゥル・シュナーベルに師事。1937年に同業のヴィクトリヤ・ヴロンスキーと結婚し、夫婦で演奏活動を展開した。1938年にアメリカ合衆国に移住し、1944年に市民権を得た。1951年から1955年までアスペン音楽研究所のディレクターを務め、1961年からクリーヴランド音楽院で教鞭をとった。
作曲家としても活動し、妻と演奏するためのピアノ二台用の作品を手掛けている。
クリーヴランドにて没。

## 註
| スタブアイコン | サブスタブ | この項目は、まだ閲覧者の調べものの参照としては役立たない、人物に関連した書きかけの項目です。この項目を加筆・訂正などしてくださる協力者を求めています（P:人物伝/PJ:人物伝）。 |